# یائیچی تانیگاوا
یائیچی تانیگاوا (به ژاپنی: 谷川 弥一, Tanigawa Yaichi)؛ زادهٔ ۱۲ اوت ۱۹۴۱) سیاستمدار اهل ژاپن عضو مجلس نمایندگان (ژاپن) بود.
تانیگاوا قبل از استعفای خود از LDP در جریان رسوایی مالی ۲۰۲۳–۲۰۲۴ ژاپن، یکی از اعضای سیوا سیساکو کنکیو کای بود که از نزدیک با نخست‌وزیر شینزو آبه در ارتباط بود.